# Окалев (Лодзинське воєводство)
Окалев (пол. Okalew) — село в Польщі, у гміні Острувек Велюнського повіту Лодзинського воєводства.
Населення — 465 осіб (2011).
У 1975-1998 роках село належало до Серадзького воєводства.

## Демографія
Демографічна структура станом на 31 березня 2011 року:
|          | Загалом | Допрацездатний вік | Працездатний вік | Постпрацездатний вік |
| -------- | ------- | ------------------ | ---------------- | -------------------- |
| Чоловіки | 216     | 33                 | 154              | 29                   |
| Жінки    | 249     | 60                 | 123              | 66                   |
| Разом    | 465     | 93                 | 277              | 95                   |